# Константин Дмитриевич Шея
Константин Дмитриевич Шея (ум. 1406) — костромской землевладелец, боярин при великом князе Дмитрии Ивановиче Донском и его сыне великом князе Василии I Дмитриевиче, сын Дмитрия Александровича Зерна. Имел двух братьев: старшего Ивана, отца Фёдора Сабура, и младшего Дмитрия.

## Биография
Будучи боярином при великих князьях Дмитрии Донском и Василии I Дмитриевиче Константин Шея занимал высокое положение. В 1406 году упоминается как свидетель духовной князя Василия Дмитриевича.
Не имея собственных сыновей Константин Шея передал два земельных вклада Ипатьевскому монастырю, которые положили начало землевладению монастыря.

## Дети
Одна дочь Константина Шеи была замужем за князем Александром Фёдоровичем Ростовским, основателем рода Щепиных-Ростовских. Другая была женой Фёдора Кутуза, родоначальника Кутузовых.